# 영국 왕비 카밀라
영국 왕비 카밀라(영어: Camilla, Queen Consort of the United Kingdom, 1947년 7월 17일~)는 영국의 왕족으로 찰스 3세 국왕의 왕비이자 두번째 부인이다. 원래 이름은 카밀라 로즈메리 섄드이나, 재혼 전까지 전 남편의 성을 썼으므로 카밀라 파커 볼스(영어: Camilla Parker Bowles)란 이름으로 더 알려져 있었다.
2005년 왕세자인 웨일스 공 찰스와 결혼함으로써 왕세자빈의 지위를 가지게 되었으나, 왕실과 국내의 여론이 좋지 않았다. 따라서 왕세자빈의 대표 직함인 '웨일스 공비(Princess of Wales)'는 사용하지 않고, 왕세자와 왕세자빈이 공유하는 칭호들 중 콘월 공작부인으로 불렸다.

## 생애
1947년, 런던에서 애슈컴 남작 R. 커빗의 외손녀로 태어나 서식스 지방에서 유년 시절을 보냈다. 1972년, 약혼자 앤드루 파커 볼스의 소개로 찰스 왕세자를 처음 만나게 되어 서로 사랑을 느꼈으나 찰스가 입대하자 예정대로 이듬해 앤드루와 결혼식을 올렸다. 그러나 찰스가 제대하자 다시 연락하여 이내 왕세자와의 혼외 관계를 시작하였다. 남편 앤드루와의 사이에서 아들 톰과 딸 로라를 낳고 1981년, 스펜서 백작 가문의 딸 레이디 다이애나 스펜서가 왕세자빈이 되었음에도 불구하고 관계를 지속하였다. 찰스와 다이애나 사이에서의 아들 윌리엄과 해리가 태어난 후에도 이들의 불륜 관계는 해소되지 않았기에 이로 인해 왕세자 부부의 관계는 극도로 악화되어 갔다.
1990년, 찰스와의 은밀한 통화 내용을 녹음한 테이프가 언론에 폭로되며 왕세자의 사생활이 대중들에게 알려지게 되었지만, 해당 사건 이후에도 두 사람은 불륜 관계를 지속했다. 1995년 11월 20일, 다이애나는 BBC에서 특별제작한 인터뷰 프로그램에 출연하여 찰스와 카밀라의 관계에 대한 자세한 내막을 폭로했다. 이 인터뷰 출연을 계기로 왕실과 다이애나는 돌이킬 수 없는 냉각기를 맞이하였고, 이듬 해인 1996년 9월 엘리자베스 2세는 찰스와 다이애나의 이혼을 승인하였다.
카밀라는 찰스가 다이애나와 이혼하자 그가 정식으로 재혼할 계획을 세우고 있었지만, 1997년 8월 다이애나가 파리에서 교통사고로 사망하자 영국 사회에서 찰스-카밀라를 지탄하는 여론이 높아져 계획을 미루었다. 그러나 다이애나의 죽음이 두 사람의 이별을 초래하지는 않았고, 1999년 리츠 칼튼 호텔에서 열린 찰스의 생일파티에서 그와 함께 모습을 들어냄으로서 국제 사회에 두 사람이 공식적인 연인이라는 것을 공개했다.
2001년 카밀라는 국립 골다골증 협회의 회장으로 임명되었고, 2년 뒤인 2003년부터 왕세자의 공식 거처인 클래런스 하우스에서 동거를 시작했다. 직전 해인 2002년에 거행된 엘리자베스 2세의 즉위 50주년 기념 골든 쥬빌리 행사에서 카밀라는 찰스와 함께 왕족들이 착석하는 로열 박스에서 퍼레이드를 관람했다.
2005년 4월 9일, 많은 논란 속에 찰스 왕세자와 정식으로 재혼하였으며 결혼식은 윌리엄, 해리 왕자와 카밀라가 전 남편 사이에서 낳은 톰, 로라 파커 볼스가 참석한 가운데 소규모로 진행되었다. 엘리자베스 2세와 필립 공 부부는 결혼식 직후 열린 피로연에만 참석했다. 과거 성공회는 배우자가 살아있는 자의 재혼을 인정하지 않아 이혼한 영국 왕실 일원들은 해당 규정이 없는 스코틀랜드 장로교회에서 결혼예배를 올렸으나, 2002년 영국 성공회가 해당 규정을 폐지하면서 찰스와 카밀라는 성공회 예법으로 혼인미사를 치뤘다.
찰스와의 결혼 후 전하(Her Royal Highness)의 경칭과 함께 콘월 공작부인(Duchess of Cornwall)의 칭호를 받았으나 여전히 뜨거운 다이애나의 인기 등을 이유로 민심을 잃었으며 사치로 구설에 올라 비난 여론이 적지 않았다.
찰스가 왕으로 즉위한 후에는 카밀라가 왕비(Queen Consort)의 칭호를 받을 수 있다는 헌법부의 판결이 있었으나, 하원의 공식적인 반대 의사 표명과 국민들의 여론을 의식하여 왕비에 비해 한 단계 격이 낮은 ‘왕의 배우자’라는 의미를 지닌 빈(Princess consort)의 칭호를 사용하기로 내정하였다. 국민 여론 조사에서도 응답자 1천 503명 중 단지 21%만이 카밀라가 왕비가 되면 기쁘겠다고 대답했고, 56%는 계속 빈의 칭호를 사용하는 게 낫다고 하였다.

## 서훈
- 2012년 로열 빅토리아 훈장 1등급(GCVO, 작위급 훈장)